# Роллеры (фильм)
«Роллеры» (англ. Roll Bounce) — американская драматическая комедия Малкольма Д. Ли о роллерах 2005 года с рэпером Bow Wow в главной роли.

## Сюжет
Чикагское лето 1978 года. 16-летний Хавьер по прозвищу Икс, живёт вместе с отцом и младшей сестрой в чёрном районе. Мама Хавьера умерла некоторое время назад. Основной страстью его и его друзей является катание на роликовых коньках. У Хавьера неплохо получается, у него даже есть награды. Большую часть свободного времени друзья проводят на местном роллердроме, который этим летом неожиданно закрывается. Теперь Хавьеру и его команде, а также новой соседке Тори, приходится ездить на роллердром в другую часть города. На этом катке есть свои любимчики в лице Сладенького и его команды, поэтому Хавьеру приходится заново доказывать своё мастерство. На этом катке Хавьер встречает Наоми, девочку, с которой он дружил в детстве.
Из-за смерти матери в семье Хавьера сложная обстановка. Все тяжело переживают это событие. Отец Хавьера Кёртис пытается в одиночку справляться с семейными делами и растить детей. Он дипломированный специалист, но его компания закрылась. Кёртис долго не может найти новую работу и в итоге устраивается уборщиком. Увлечение сына роликовыми коньками он не поддерживает, поскольку считает, что это пустая трата времени. Мама же ранее всегда поддерживала сына в его увлечении. На Кёртиса обращает внимание новая соседка Вивиан, мама Тори.
На роллердроме проводится местный любительский чемпионат по командному катанию на роликовых коньках. Команда Хавьера решает также принять в нём участие. Неожиданно выясняется, что команда Сладенького катается под песню «Le Freak» группы Chic, под которую готовила свой танец команда Хавьера. Команда принимает решение срочно менять музыку и выходит на каток под песню «Hollywood Swinging» группы Kool & the Gang. В конечном итоге диджей объявляет победителями обе команды, и Сладенького, и Хавьера. Таким поворотом не доволен Сладенький, так как его команда уже пять лет подряд безоговорочно побеждала. Он вызывает Хавьера на дуэль — катание один на один без падений. Сладенький показывает, на что он способен на катке, затем всё своё мастерство показывает Хавьер. Он рискует и выдаёт тройной лутц, который он подсмотрел у роллеров-фигуристов. Этот трюк ему не удаётся и он падает. Хавьер проиграл, однако заслужил уважение Сладенького и аплодисменты зрителей.

## В ролях
- Bow Wow — Хавьер «Икс» Смит
- Брэндон Т. Джексон — Джуниор
- Маркус Т. Полк — Бу
- Рик Гонсалес — Нэпс
- Хлео Томас — Майк
- Чи Макбрайд — Кёртис Смит
- Бизнесиве Ирвин — Соня Смит
- Джерни Смоллетт — Тори
- Келлита Смит — Вивиан
- Майк Эппс — Байрон
- Чарли Мерфи — Виктор
- Миган Гуд — Наоми Филлипс
- Ник Кэннон — Бе-Нард
- Уэсли Джонатан — Сладенький
- Пол Уэсли — Трой
- Уэйн Брэди — DJ Джонни
- Дэррил Макдэниелс — DJ Смут Ди

## Приём
Фильм получил смешанные отзывы от критиков. На Rotten Tomatoes рейтинг «свежести» фильма составляет 65 %. На сайте Metacritic у фильма 59 баллов из 100. Кинокритик Роджер Эберт хорошо отозвался о фильме, поставив ему 3 звезды из 4: «„Роллеры“ — не самый лучший фильм, но он отлично справляется с тем, что задумал: показывает лето в жизни обычных подростков и их родителей и вспоминает увлечение роликовыми дискотеками, которое предшествовало хип-хопу».

## Саундтрек
Альбом с саундтреком был выпущен 20 сентября 2005 года на лейбле Sanctuary Urban Records Group. Лишь часть песен прозвучавших в фильме попала на альбом.
| №                   | Название                    | Исполнитель                          | Длительность |
| ------------------- | --------------------------- | ------------------------------------ | ------------ |
| 1.                  | «Boogie Oogie Oogie»        | Brooke Valentine, Fabolous and Yo-Yo | 4:08         |
| 2.                  | «Bounce, Rock, Skate, Roll» | Vaughan Mason & Crew                 | 5:29         |
| 3.                  | «Pure Gold»                 | Earth, Wind & Fire                   | 4:01         |
| 4.                  | «Wishing on a Star»         | Beyoncé                              | 4:08         |
| 5.                  | «Quit Actin’»               | Ray J, R. Kelly and Shorty Mack      | 3:58         |
| 6.                  | «Superman Lover»            | Johnny "Guitar" Watson               | 5:42         |
| 7.                  | «Hollywood Swinging»        | Kool & the Gang                      | 4:13         |
| 8.                  | «Let’s Stay Together»       | Michelle Williams                    | 3:24         |
| 9.                  | «Lovely Day»                | Bill Withers                         | 4:13         |
| 10.                 | «I Wanna Know Your Name»    | Keith Sweat                          | 4:11         |
| 11.                 | «Get Off»                   | Foxy                                 | 5:40         |
| 12.                 | «Le Freak»                  | Chic                                 | 4:16         |
| Общая длительность: | Общая длительность:         | Общая длительность:                  | 41:09        |